# گوردن-شتاوپیتس
گوردن-شتاوپیتس (به آلمانی: Gorden-Staupitz) یک شهر در آلمان است که در البه-الشتر واقع شده‌است. گوردن-شتاوپیتس ۱٬۱۲۸ نفر جمعیت دارد.